# Recopa Africana 1977
La Recopa Africana 1977 es la tercera edición de este torneo de fútbol a nivel de clubes de África organizado por la CAF y que contó con la participación de 25 equipos campeones de copa de sus respectivos países, 5 más que en la edición anterior.
El Enugu Rangers de Nigeria venció en la final al Canon Yaoundé de Camerún para proclamarse campeón del torneo por primera vez y el segundo título consecutivo para Nigeria.

## Primera Ronda
| Equipo 1                | Agr.    | Equipo 2                 | Ida | Vuelta |
| ----------------------- | ------- | ------------------------ | --- | ------ |
| Bata Bullets            | 5-3     | Gangama United           | 4-1 | 3-2    |
| Canon Yaoundé           | w/o     | Red Star                 | 1   |        |
| Cedar United            | 1-2     | Sporting Clube de Bissau | 1-1 | 0-1    |
| Enugu Rangers           | 1-1     | Al-Ahly Trípoli          | 0-0 | 1-1    |
| ASKO Kara               | 2-3     | Anges ABC                | 1-0 | 1-3    |
| Liberté FC              | 2-7     | Kadiogo FC               | 1-1 | 1-6    |
| Luo Union               | 1-2     | MO Constantine           | 1-0 | 0-22   |
| Matlama FC              | 4-11    | Rangers International    | 2-5 | 2-6    |
| Wallidan FC             | 1-1 (a) | Espoirs                  | 1-1 | 0-0    |
| AS Kaloum Star          | Bye     |                          |     |        |
| Al Ittihad El Iskandary | Bye     |                          |     |        |
| Electric Sports         | Bye     |                          |     |        |
| Ndola United            | Bye     |                          |     |        |
| ASF Police              | Bye     |                          |     |        |
| Shooting Stars FC       | Bye     |                          |     |        |
| Stade d'Abidjan         | Bye     |                          |     |        |

1El Red Star abandonó el torneo. 

2 Debido a un error en el calendario, El Luo Union llegó al partido de vuelta la noche del viernes sin 4 jugadores clave para el partido pactado para la noche del sábado, y fallaron en llegar al estadio para el juego. Se le acreditó la victoria al Constantine 2-0.

## Segunda Ronda
| Equipo 1                 | Agr. | Equipo 2                | Ida | Vuelta |
| ------------------------ | ---- | ----------------------- | --- | ------ |
| Enugu Rangers            | 6-0  | Electric Sports         | 4-0 | 2-0    |
| Kadiogo FC               | 3-2  | AS Kaloum Star          | 2-1 | 1-1    |
| MO Constantine           | 2-3  | Al Ittihad El Iskandary | 1-0 | 1-3    |
| Ndola United             | 2-3  | Rangers International   | 1-2 | 1-1    |
| ASF Police               | 8-1  | Anges ABC               | 0-0 | 8-1    |
| Shooting Stars FC        | 4-2  | Bata Bullets            | 4-1 | 0-1    |
| Stade d'Abidjan          | 4-3  | Espoirs                 | 3-0 | 1-3    |
| Sporting Clube de Bissau | 1-11 | Canon Yaoundé           | 0-4 | 1-8    |

## Cuartos de final
| Equipo 1                | Agr. | Equipo 2              | Ida | Vuelta |
| ----------------------- | ---- | --------------------- | --- | ------ |
| Al Ittihad El Iskandary | 2-0  | Rangers International | 2-0 | 0-0    |
| Enugu Rangers           | 2-1  | ASF Police            | 0-0 | 2-1    |
| Kadiogo FC              | 3-5  | Canon Yaoundé         | 2-1 | 1-4    |
| Stade d'Abidjan         | 2-3  | Shooting Stars FC     | 2-0 | 0-3    |

## Semifinales
| Equipo 1                | Agr.         | Equipo 2      | Ida | Vuelta |
| ----------------------- | ------------ | ------------- | --- | ------ |
| Al Ittihad El Iskandary | 1-2          | Canon Yaoundé | 1-0 | 0-2    |
| Shooting Stars          | 0-0 (2:4 p.) | Enugu Rangers | 0-0 | 0-0    |

## Final
| Equipo 1      | Agr. | Equipo 2      | Ida | Vuelta |
| ------------- | ---- | ------------- | --- | ------ |
| Enugu Rangers | 5-2  | Canon Yaoundé | 4-1 | 1-1    |

## Campeón
| Recopa Africana 1977    |
| ----------------------- |
| Bandera de Nigeria      |
| Enugu Rangers 1º Título |